# Trypanosoma catostomi
Trypanosoma catostomi – kinetoplastyd z rodziny świdrowców należący do królestwa protista.
Pasożytuje w osoczu krwi ryb Catostomus commersoni,. Ciało obustronnie ostro zakończone, posiada wolną wić. Długość ciała wynosi 36,8 – 58,7 μm, długość wolnej wici 6 – 22 μm. Jądro dość duże, kształtu owalnego o wymiarach: długość 2,9 – 7 μm, szerokość 0,6 – 2,8 μm.
Obecność tego pasożyta stwierdzono u osobników na terenie Ameryki Północnej w Kanadzie i USA.